# 하프 (2016년 영화)
"하프"는 2016년에 개봉한 대한민국의 영화이다.

## 캐스팅
- 안용준 : 이민수 / 이민아 역
- 정유석 : 김기주 역
- 송영규 : 왕언니 역
- 문세윤 : 핑크 역
- 진혜경 : 유리 역
- 김해림 : 세희 역
- 최민 : 차 변호사 역
- 김영선 : 민아 모 역
- 서민균 : 장재진 검사 역
- 한성용 : 사무장 역
- 문호진 : 서 변호사 역
- 조덕제 : 판사 역 (우정출연)
- 문경민 : 강필성 역 (특별출연)
- 성민수 : 구치소장 역 (특별출연)
- 최범호 : 교도소장 역 (특별출연)